# St. Ulrich (Wagenbühl)

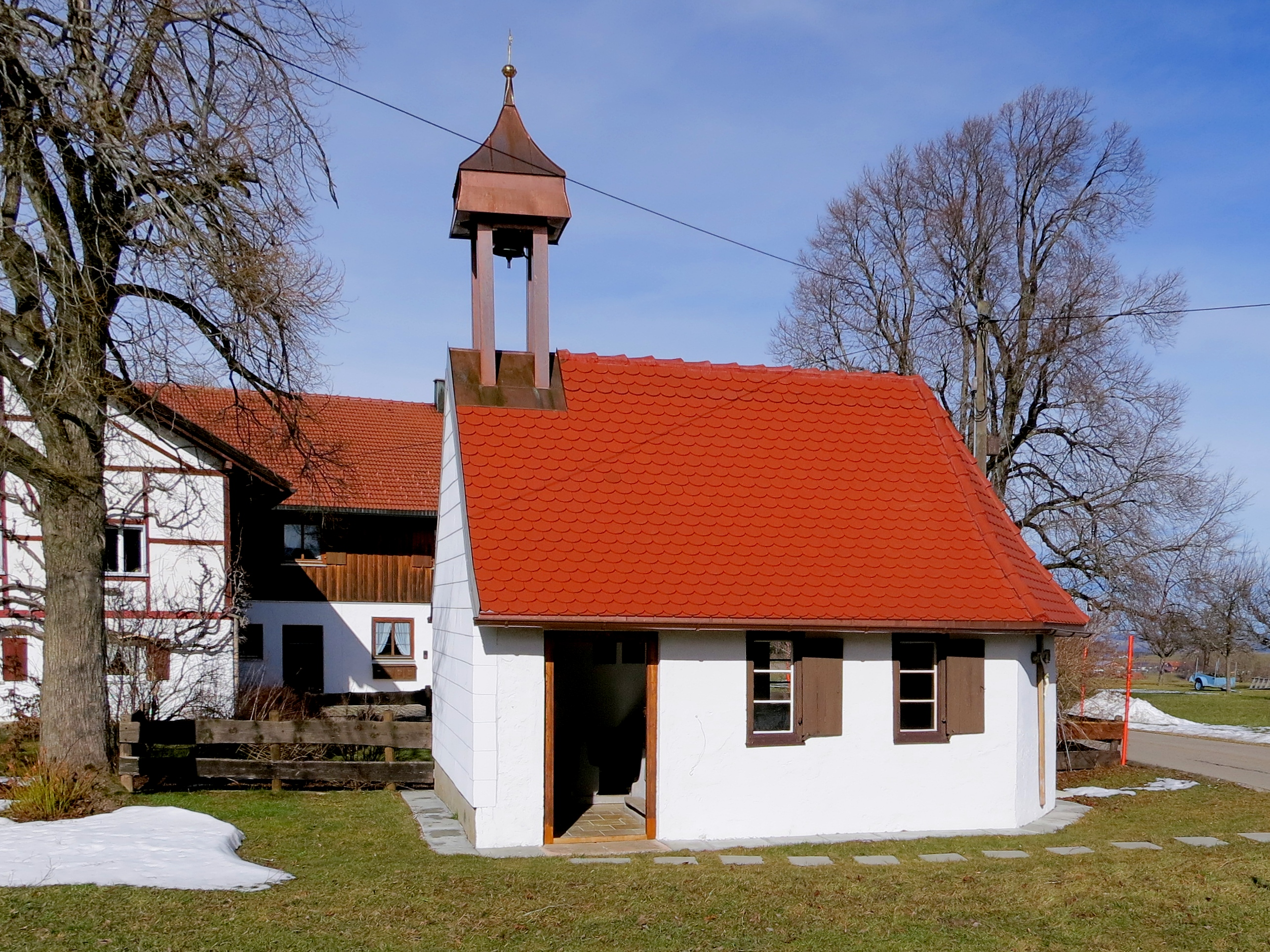
Außenansicht aus Süd

Die römisch-katholische Kapelle St. Ulrich befindet sich in Wagenbühl, einem Ortsteil von Wiggensbach im Landkreis Oberallgäu (Bayern). Die Kapelle steht unter Denkmalschutz. Das Gebäude ist ein dreiseitig geschlossener Rollsteinbau mit zwei Fensterachsen aus Stichbogenfenstern. Auf dem Satteldach befindet sich ein Dachreiter.
Der bäuerlich klassizistische Altar mit Kruzifix und Schmerzensmutter stammt aus der Zeit um 1800. Mit Ausnahme der Holzfigur des heiligen Ulrich um 1500, stammen die bäuerlichen Darstellungen der heiligen Antonius, Stephanus, Johannes, Johann von Nepomuk und Sebastian aus dem 18. Jahrhundert.